# اچ‌دی ۴۱۱۳
اچ‌دی ۴۱۱۳ یک ستاره است که در صورت فلکی سنگتراش قرار دارد.